# Рудковська Олена Григорівна
Рудковська Олена Григорівна (21 квітня 1973) — радянська плавчиня.
Олімпійська чемпіонка 1992 року.
Чемпіонка Європи з водних видів спорту 1991 року, призерка 1993 року.